# Планина (Ајдовшчина)
Планина (словен. Planina) је насеље у општини Ајдовшчина, покрајини Приморска која припада Горишкој регији Републике Словеније

## Географија
Насеље се налази у брдима јужно од Випаске долине на граници са крашким платоом у општини Ајдовшчина и левој обали реке Випаве. Простире се на површини 6,49 км², на надморској висини од 277 м, 5,1 км од центра општине, а 25,7 км од италијанске границе. Састоји се од мањих засеока: Штранцарји, Марци, Долења Вас, Бритхи, Горења Вас и Коболи.

## Историја
До територијалне реорганизације налазила се у саставу старе општине Ајдовшчина..

## Становништво
На основу пописа становништва 2011, Планина је имала 461 становника.
| Број становниBroj stanovnika po popisima | Број становниBroj stanovnika po popisima | Број становниBroj stanovnika po popisima |
| ---------------------------------------- | ---------------------------------------- | ---------------------------------------- |
| 1991                                     | 2002                                     | 2011                                     |
| 427                                      | 438                                      | 461                                      |